# George Momberg
George Momberg (13 mei 1934 – Hamilton, Ontario, 24 augustus 1995), beter bekend als Killer Karl Krupp, was een Nederlands-Canadees professioneel worstelaar die vooral bekend was gedurende de jaren 70 en begin jaren 80.
George Momberg werd tijdens de Duitse bezetting van Nederland geboren. Na de oorlog emigreerde het gezin Momberg naar Canada.

## Professionele worstelcarrière
Momberg maakte zijn debuut als professioneel worstelaar in 1957 onder de naam Dutch Momberg. Na vele jaren zonder groot succes, veranderde hij zijn podiumnaam in 1971 in Mad Dog Momberg. In 1972 nam hij de podiumrol van 'evil German' (slechte Duitser) Killer Karl Krupp aan, dat van hem een ster zou maken.
In zijn rol als 'slechte Duitser' Krupp speelde Momberg een ideale slechterik: met opengesperde ogen, kaalgeschoren hoofd, een kort zwart baardje en een gemene grijns plus een overdreven zwaar Duits accent met zware, zwarte laarzen en monocle stapte hij de ring in. Onderdeel van de act was het brengen van de Hitlergroet. Momberg deed dit terwijl hij een diepe haat had jegens de nazi's die Nederland hadden bezet. De overdreven act zag hij zelf als bespotting van deze fascisten. Na 1975 maakte hij ook regelmatig gebruik van de naam Baron von Krupp.

## Overlijden
George Momberg ging in 1988 als worstelaar met pensioen om daarna te gaan werken voor Midland Trucking Company. Hij overleed in 1995 aan de gevolgen van hepatitis, die hij tijdens het worstelen in Japan had opgelopen.